# هیساشی میزوتوری
هیساشی میزوتوری (به انگلیسی: Hisashi Mizutori) ژیمناست زادهٔ ۲۲ ژوئیهٔ ۱۹۸۰ میلادی اهل کشور ژاپن است.